# Štefan Kuhar (komunist)
Štefan Kuhar (prekmursko Küjar) z ilegalnim imenom Bojan, slovenski organizator narodnoosvobodilnega gibanja, *  13. november 1921, Markišavci, † 15. november 1941, Maribor.

## Življenjepis
Kuhar se je že kot srednješolec vključil v prepovedano organizacijo Skoj, ki je bila ena od najbolj vplivnih revolucionarnih organizacij v Kraljevini Jugoslaviji in postal leta 1940 član pokrajinskega vodstva ilegalnega Skoja za Slovenijo. Leta 1939 se je vpisal na ljubljansko Pravno fakulteto ter na univerzi postal član Akademskega agrarnega kljuba Njiva in Slovenskega kljuba. 30. Oktobra 1937 je jugoslovanska oblast Njivo razpustila. V listih Mladi Prekmurec in Slovenska mladina je objavljal članke s socialno vsebino. V Prekmurju je bil med orgnizatorji Društva kmetskih fantov in deklet. Leta 1941 pa je postal eden prvih organizatorjev NOB na širšem pomurskem območju. Junija 1941 se je umaknil v ilegalo. Bil je član okrožnega komiteja KPS za Ljutomer in 
Radgono. Dne 9. novembra 1941 so ga v Mariboru aretirali in čez teden dni kot izdajalca likvidirali.